# Bytowniet

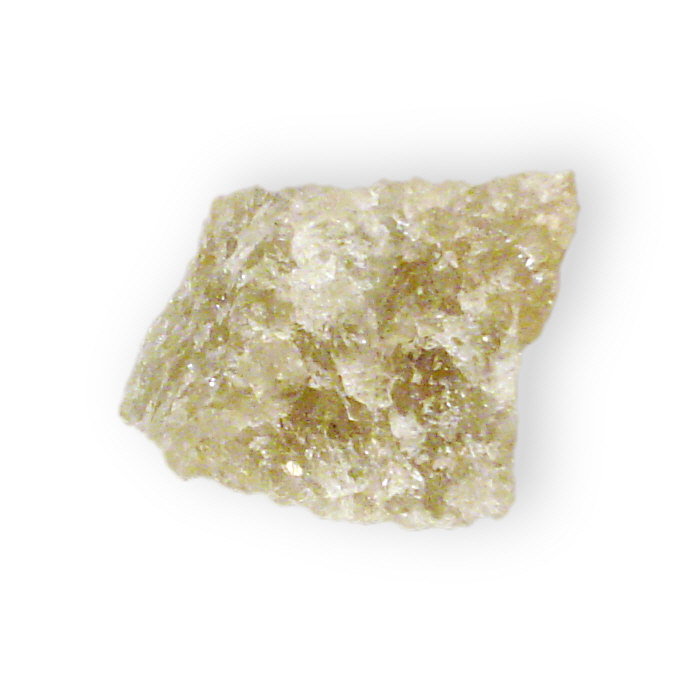
Bytowniet

Het mineraal bytowniet is een calcium-natrium-aluminium-tectosilicaat met de chemische formule (Ca,Na)(Si,Al)4O8. Het behoort tot de veldspaten.

## Eigenschappen
Het kleurloze, witte of grijze bytowniet heeft een glasglans, een witte streepkleur, een perfecte splijting volgens kristalvlak [001] en een goede volgens [010]. De gemiddelde dichtheid is 2,71 en de hardheid is 7. Het kristalstelsel is triklien en het mineraal is noch radioactief, noch magnetisch.

## Naamgeving
De naam van het mineraal bytowniet is afgeleid van de oude naam voor Ottawa, "Bytown", Ontario, Canada, waar het voor het eerst beschreven werd.

## Voorkomen
Bytowniet is een veel voorkomende veldspaat in metamorfe en stollingsgesteenten als pegmatiet. Het maakt onderdeel uit van de plagioklaas-reeks (albiet-anorthiet). De typelocatie van bytowniet bevindt zich in Canadese Ottawa.